# راشيل روكويل
راشيل روكويل (بالإنجليزية: Rachel Rockwell)‏ هي مصممة رقص ومخرجة وممثلة أمريكية، ولدت في 14 يوليو 1969 في كولومبيا في الولايات المتحدة، وتوفيت في 28 مايو 2018 بسبب سرطان المبيض.